# Canon EF 17-40mm
Il Canon EF 17-40mm f/4L USM è un obiettivo grandangolare prodotto dalla Canon. Questa lente ha un attacco Canon EF, adatto alle fotocamere della serie EOS. Tutto l'obiettivo, esclusa la lente frontale, è tropicalizzato contro polvere ed acqua, e presenta un diaframma che si mantiene approssimativamente circolare da f/4 ad f/8.

## Utilizzi comuni
Il 17-40mm è l'obiettivo grandangolare Canon per full frame (escludendo quindi l'EF-S 10-22mm) più economico e con un'apertura di diaframma massima di f 4, mentre sia il 16-35mm f/2.8L che il vecchio 20-35mm f/2.8L hanno un'apertura massima di f 2.8 e sono ovviamente più costosi e pesanti.
Il 17-40mm è più destinato ad un pubblico di fotografi che vogliono un'ottica di alta qualità e soprattutto leggera ma non possono spendere molto per il 16-35mm, che rimane più pesante e costa all'incirca il doppio del 17-40mm.
Questa lente è anche diffusa come obiettivo successivo all'ottica più diffusa tra i kit delle DSLR Canon, l'EF-S 18-55mm, per coloro i quali desiderano rimanere con una lente con focale grandangolare. Su sensore ridotto APS-C, infatti, questo obiettivo ha un angolo di campo equivalente a quello di un obiettivo 27-64mm su full frame, escursione focale che tuttavia copre solo le focali grandangolari. Per questo è spesso confrontato con il Canon EF-S 17-55mm.

## Obiettivi abbinabili
Quest'ottica è spesso abbinata con altre lenti Canon serie L f/4, quali il 24-105mm f/4 e il 70-200mm f/4, che sono obiettivi relativamente economici e leggeri rispetto alle loro controparti con apertura di f 2.8.

## Galleria d'immagini

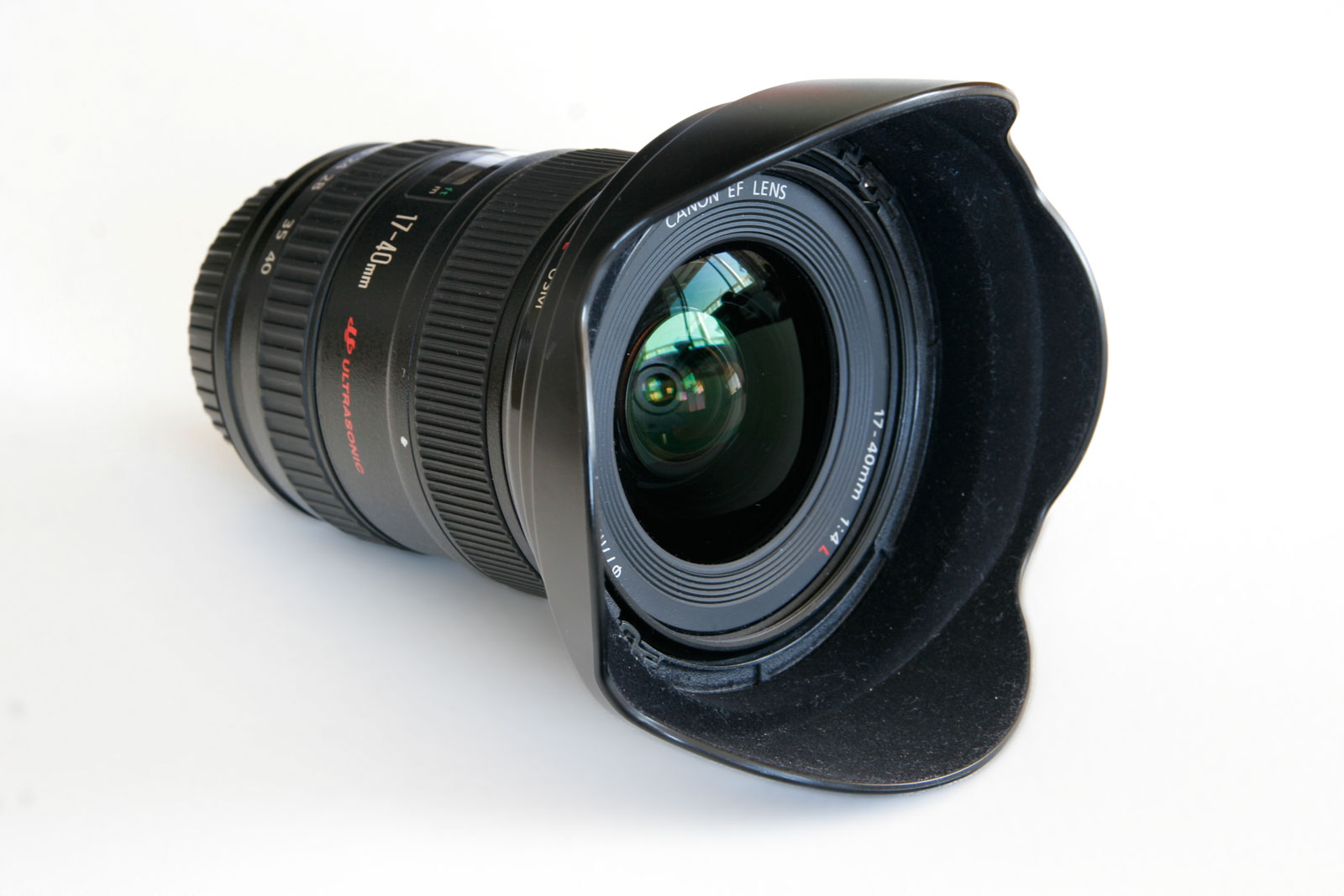
l'obiettivo con il paraluce montato.
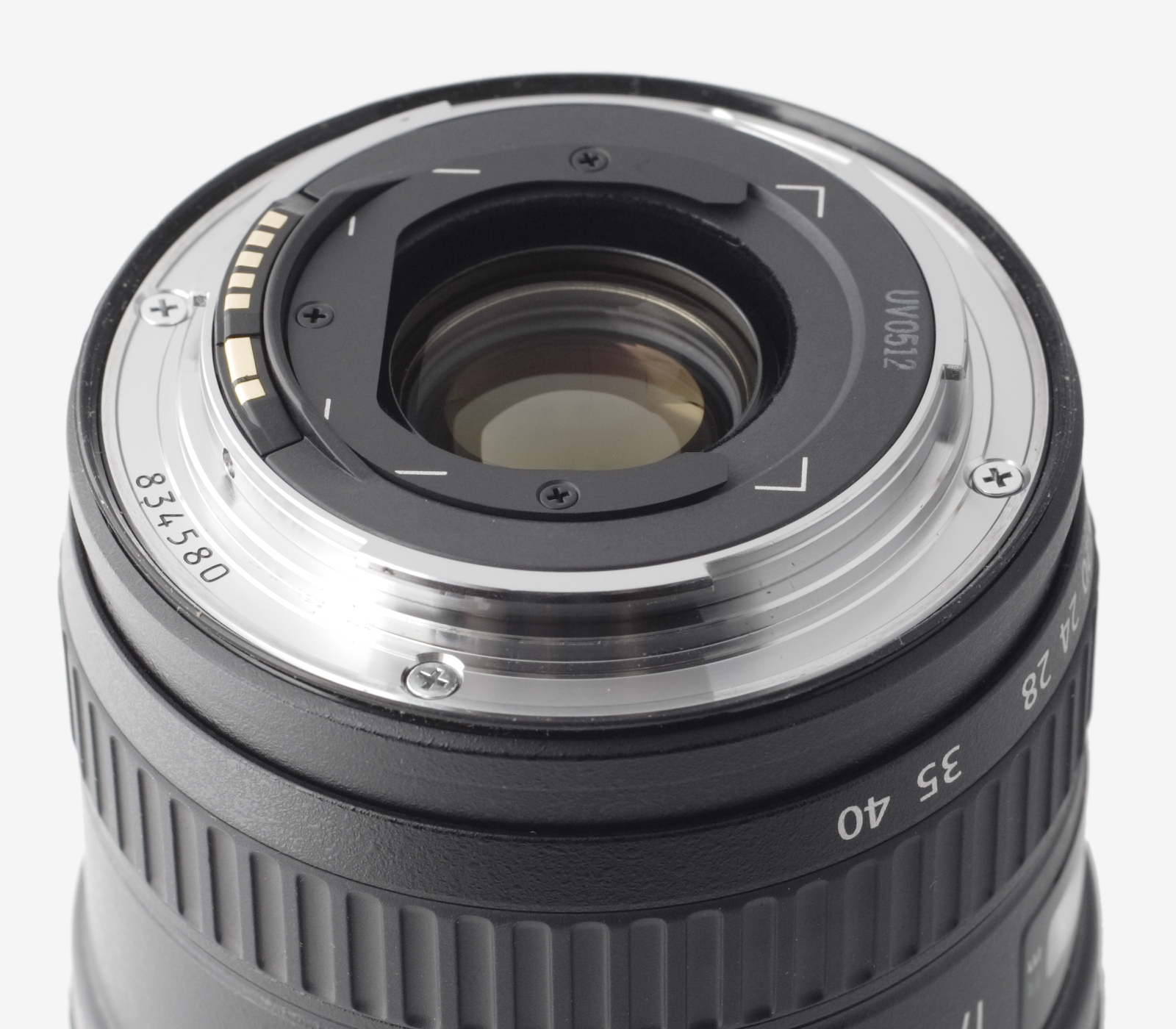
Attacco tropicalizzato con alloggiamento per filtri in gelatina.
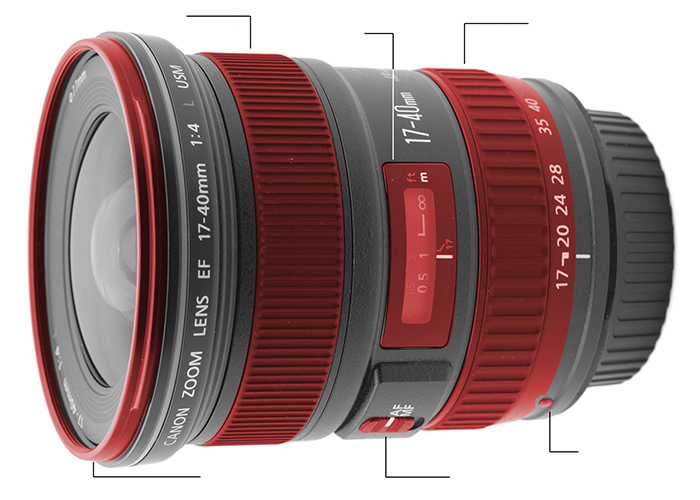
Schema della lente, con i principali controlli evidenziati.